# Canoe River
Canoe River är ett vattendrag i Kanada.   Det ligger i provinsen British Columbia, i den centrala delen av landet, 3 200 km väster om huvudstaden Ottawa. Canoe River ligger vid sjön Kinbasket Lake.
I omgivningarna runt Canoe River växer i huvudsak barrskog. Trakten runt Canoe River är nära nog obefolkad, med mindre än två invånare per kvadratkilometer.